# Dóra Győrffy
Dóra Győrffy (Budapest, Hungría, 23 de febrero de 1978) es una atleta húngara retirada especializada en la prueba de salto de altura, en la que consiguió ser subcampeona europea en pista cubierta en 2002.

## Carrera deportiva
En el Campeonato Europeo de Atletismo en Pista Cubierta de 2002 ganó la medalla de plata en el salto de altura, con un salto por encima de 1.95 metros, tras la rusa Marina Kuptsova  (oro con 2.03 metros que fue récord nacional ruso) y empatada con la sueca Kajsa Bergqvist  (también plata).